# مدفأ (دير)

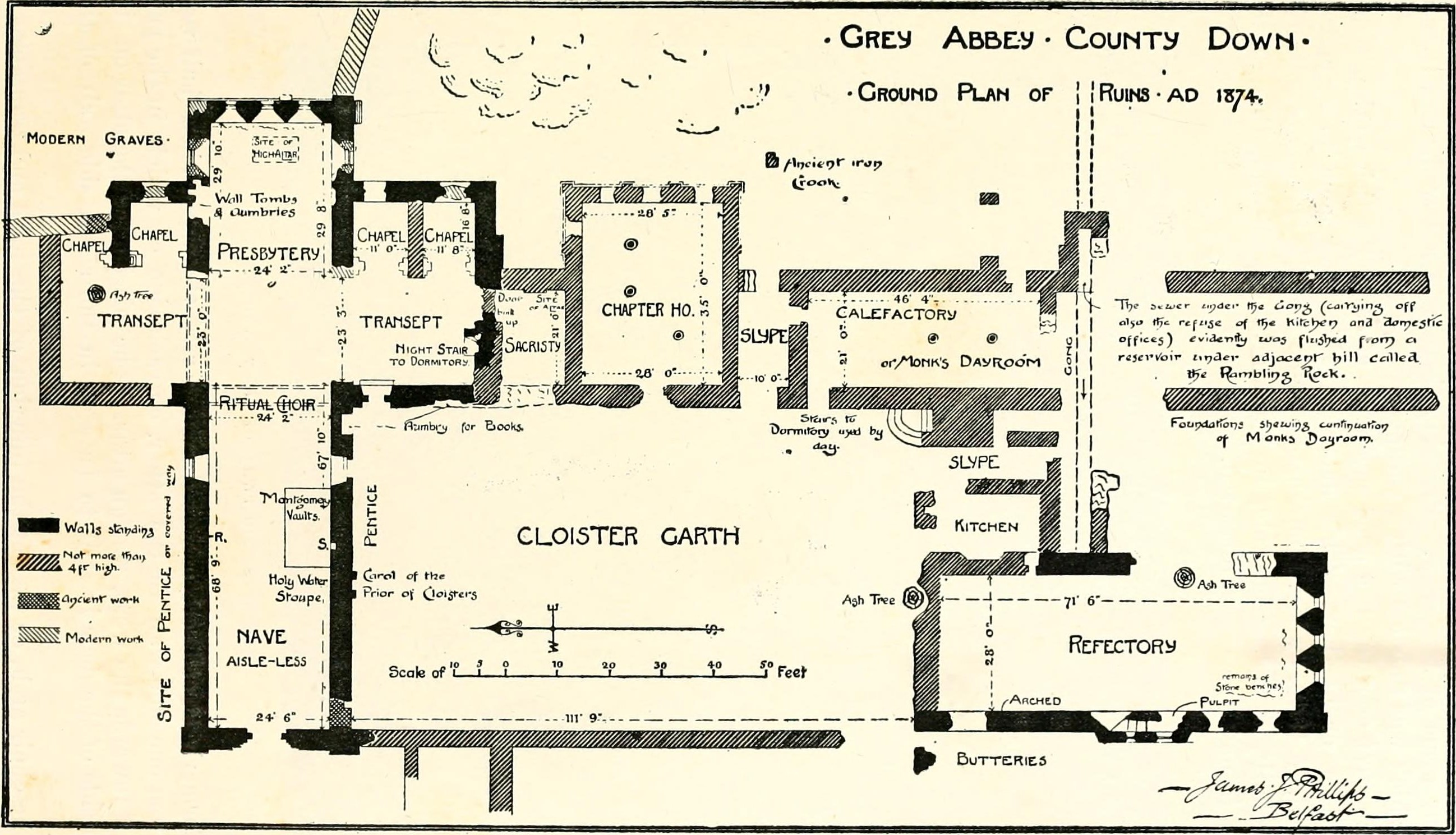
دير في مقاطعة داون في إرلندة الشمالية. لاحظ المدلفأ في الزاوية الجنوبية الشرقية (اليمين الأعلى من الخريطة).

المدفَأ أو حجرة التدفئة غرفة أو مبنى مهمًا كان في دير من العصور الوسطى في أورُبة الغربية. هنا أشعلت النار ليتمكن للرهبان تدفئة أنفسهم بعد ساعات طويلة من الدراسة في الدير أو أي عمل آخر. كانت هذه واحدة من الغرف القليلة المُدفأة في الدير في أوائل العصور الوسطى والتي شملت أيضًا المستوصف وبيت الضيافة والمطبخ.